# Сражение при Чиве
Сражение при Чиве (исп. Batalla de Chiva) — одно из сражений эпохи Первой карлистской войны в Испании. Произошло 15 июля 1837 года возле городка Чива в провинции Валенсия и окончилось победой правительственных войск.

## Перед сражением
Армия карлистов, переправившаяся на правый берег Эбро в Серте, насчитывала около 18 000 человек. Дон Карлос начал свой поход к Валенсии, и 7-го они начали осаду Кастельон-де-ла-Плана, но отказались от взятия города, когда увидели, что по морю прибывают корабли, с которых высаживалась дивизия Борсо. Они продолжили марш, прошли около Сагунто и 12-го расположились лагерем в Бурхасоте перед Валенсией, готовясь её занять, но через несколько часов вновь появились корабли с войсками Борсо, высадившиеся в Грао, которые сорвали попытку захватить город. На следующий день карлисты двинулись в направлении Чивы.
Правительственный генерал Марсалино Ораа, находясь в Теруэле, 2 июля узнал, что дон Карлос пересек Эбро и соединился с Рамоном Кабрерой, вождем местных карлистов. Он дождался прибытия дивизии Ногераса и 10-го двинулся в сторону Валенсии, войдя в этот город через четыре дня. Он еще больше усилил свою армию отрядом Борсо и выступил на следующий день вслед за армией карлистов, 15-го числа догнав её в Чиве, где она расположилась. Войска карлистов немного превосходили правительственные войска, уступая в кавалерии, но были более отдохнувшим, чем «кристинос», поскольку Ораа и Ногерас, догоняя их, совершали форсированные марши. 

## Сражение
Дон Карлос сосредоточил свои войска в Чиве, на холме Вирхен-дель-Кастильо и в лесу. Чива и холм Вирхен-дель-Кастильо были центром позиции. Местность была изрезана садами и деревьями, с оврагом впереди и склонами Сьерра-де-лос-Ахос сзади.
Шедший в авангарде Борсо ударил двумя легкими эскадронами на подставивший свой фланг карлистскую пехоту, поддерживаемую тремя эскадронами, и рассеял её. Но колонны карлистской пехоты контратаковали его и заставили в беспорядке отступить.
В девять утра силы обеих армий были на расстоянии пушечного выстрела, и либеральная армия построилась в косом порядке. Генерал Ораа планировал ударом на левый фланг карлистов отбросить его от дороги Камино-Реаль в направлении Хукара, поэтому дивизия Ириарте первой пошла в атаку, но не достигла результатов. Тем временем дивизия Борсо атаковала город и высоту Вирхен-дель-Кастильо, центр противника. Несколько раз колонны со стрелками впереди подходили к стенам и первым домам городка Чива, но отбивались карлистами и отступали с большими потерями. В свою очередь, карлисты, поддерживаемые своими резервами, спускались со своих позиций и переходили в контратаки, но перебрасываемые резервы генерала Ногераса, а также появление и демонстрация кавалерии бригадного генерала Амора, заставляли их отступать. 
Бои продолжались в течение течение четырёх часов, пока генерал Ораа не воспользовался ослаблением на линии противника и не выдвинул артиллерию, расположив ее между дивизиями Борсо и Ириарте, 
и под прикрытием её огня атаковал город силами гвардейского батальона и захватил его. Одновременно батальоны дивизии Борсо поднялись на высоту Вирхен-дель-Кастильо, а батальоны генерала Ириарте сокрушили карлистов на Сьерра-де-лос-Ахос. 
Повстанцы начали отход тремя густыми колоннами, прикрываясь арьергардом, оставленным на высотах позади Чивы. Началось преследование, которое продолжалось до пяти часов дня и закончилось на Сьерра-де-ла-Муэла. 

## Результаты
Карлисты отошли на территорию Маэстрасго, подконтрольную Рамону Кабрере, чтобы отдохнуть и запастись едой и боеприпасами. Они получили то, что хотели, хотя и порох, и свинец для пуль были более низкого качества, чем то, что они привыкли использовать, и продолжили свой «королевский поход».